# 140e régiment d'infanterie territoriale
Ne doit pas être confondu avec 140e régiment d'infanterie.
Le 140e régiment d'infanterie territoriale est un régiment d'infanterie de l'armée de terre française qui a participé à la Première Guerre mondiale.

## Création et différentes dénomination
Le régiment reçoit son numéro par décret du 19 mars 1875. Il doit être formé à Bordeaux en cas de mobilisation.

## Chefs de corps
- 2 août 1914 - : lieutenant-colonel Bouché
- 19 novembre 1915 - : lieutenant-colonel Charron

## Drapeau
Il ne porte aucune inscription.

## Sources et bibliographie
http://www.ancestramil.fr/uploads/01_doc/terre/infanterie/1914-1918/340_rit_historique_1914-1917.pdf
- Le 140e régiment d'infanterie territorial pendant la Grande guerre : de l'Alsace aux Flandres, 1914-1918, Bordeaux, imprimerie G. Delmas, 1920, 11 p., lire en ligne sur Gallica.